# Brenner (Dorf)

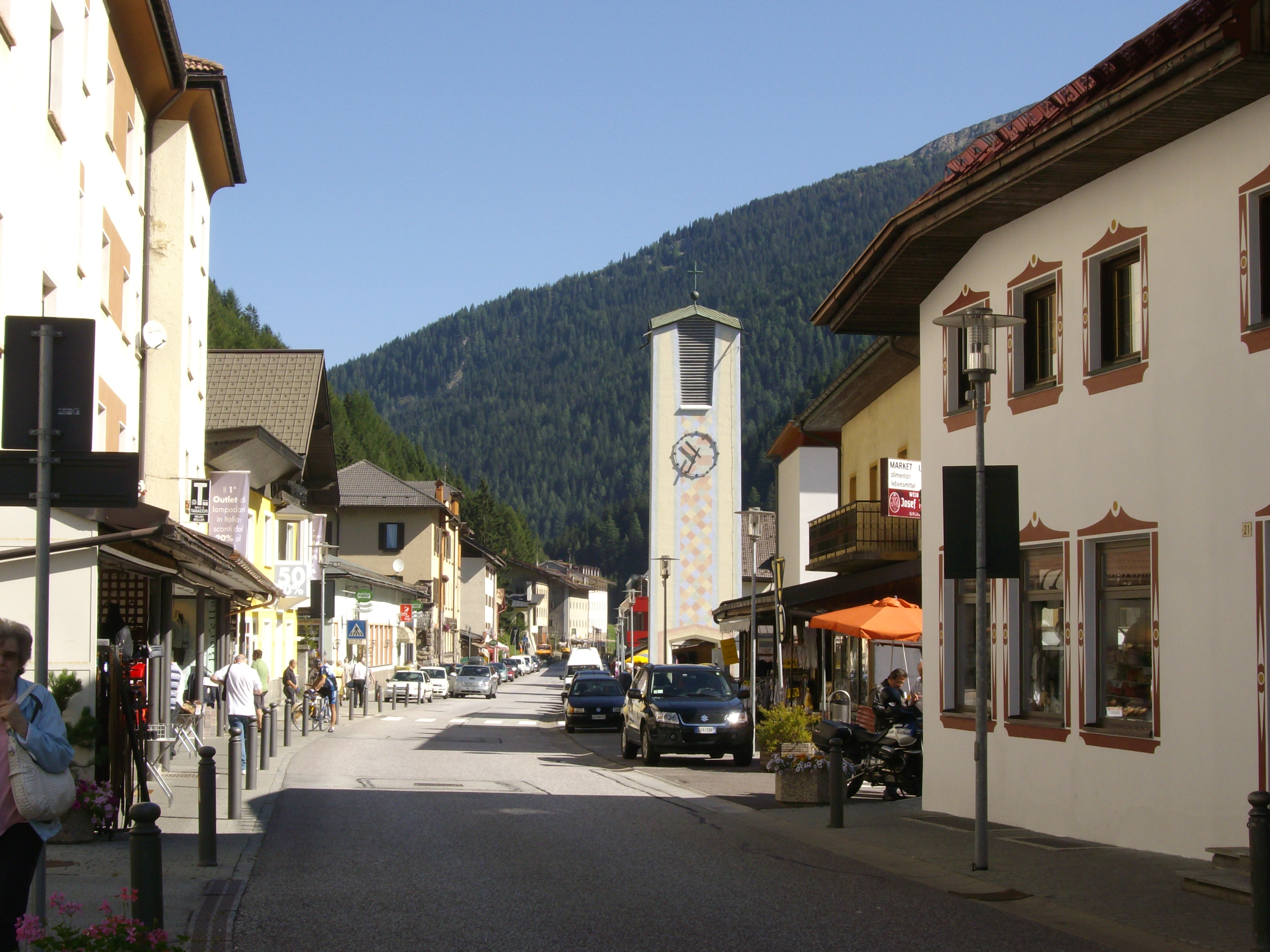
Der Ortskern von Brenner

Brenner (italienisch Brennero) ist ein Dorf auf der 1370 m hoch gelegenen Höhe des Brennerpasses an der Staatsgrenze zwischen Italien und Österreich. Einst ein einfaches Wipptaler Bergdorf, wurde Brenner durch den Vertrag von Saint-Germain nach dem Ersten Weltkrieg zu einem Grenzort, der durch umfangreiche Bauprojekte und die Ansiedlung von Staatsbeamten eine enorme Transformation durchmachte. Im Zuge der europäischen Integration erlebte das Dorf einen erneuten Strukturwandel.

## Geographie

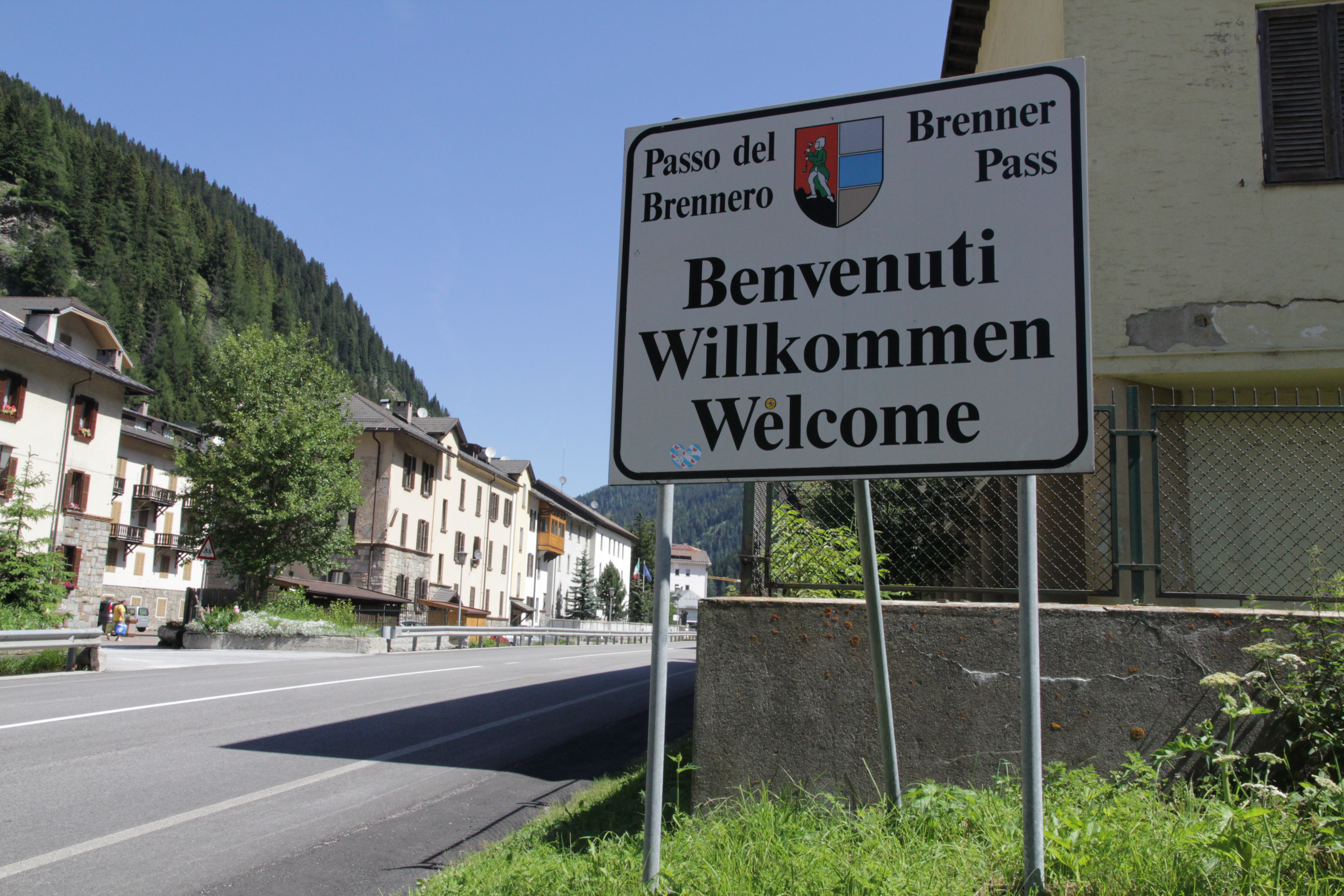
Schild am Dorfeingang

Das Dorf liegt auf der Passhöhe des Brenners und somit im höchstgelegenen Abschnitt des Wipptals. In der relativ engen Sohle des Passtals schmiegt sich der Ortskern an die westliche, zum Sattelberg steil aufsteigende Talflanke. Durchflossen wird Brenner vom Eisack, der knapp hinter dem Ortskern über den Eisackfall den Talboden erreicht. Da sich die Staatsgrenze nicht exakt an der Wasserscheide zwischen den Einzugsgebieten von Eisack und Sill orientiert (in historischen Zeiten ziemlich exakt am Standort des Prenner-Hofs und der St.-Valentin-Kirche), sondern etwas nördlich davon verläuft, liegt der Großteil des Dorfs auf italienischem Staatsgebiet in der Autonomen Provinz Bozen – Südtirol, wo er die Fraktion Brenner der gleichnamigen Gemeinde Brenner bildet, deren Hauptort allerdings Gossensaß ist. Die wenigen Häuser auf österreichischem Staatsgebiet auf Nordtiroler Seite bilden die Rotte Brenner (auch Brennerpass oder veraltet Brennerpaß) der Gemeinde Gries am Brenner im Bundesland Tirol.
Die Talsohle im Bereich des Passdorfs war ursprünglich moorig und sumpfig und in historischen Zeiten bestanden in der näheren Umgebung wenigstens drei Seen. Der einzige noch existierende ist der Brennersee rund 1 km nördlich der Wasserscheide. Nicht mehr erhalten sind die mindestens bis ins 18. Jahrhundert bestehenden Seen unmittelbar nördlich der St.-Valentin-Kirche und südlich der Wasserscheide im Bereich des historischen Wolf-Hofs.

## Geschichte
In den ältesten sicher auf das Gebiet beziehbaren Quellen taucht die Gegend des heutigen Passdorfs als Mittenwald auf. Dort werden im landesfürstlichen Gesamturbar Graf Meinhards II. von 1288 zwei Hofstellen eines Prennerius de Mittenwalde verortet, 1299 ist ein Chunradus Prenner belegt. Prenner lässt sich dabei wohl als Bezeichnung für einen Mann, der Brandrodung betreibt, deuten. Im 14. Jahrhundert vollzog sich dann der Wechsel, mit dem der Personen-/Hofname zu einer Bezeichnung für die gesamte Passhöhe wurde.

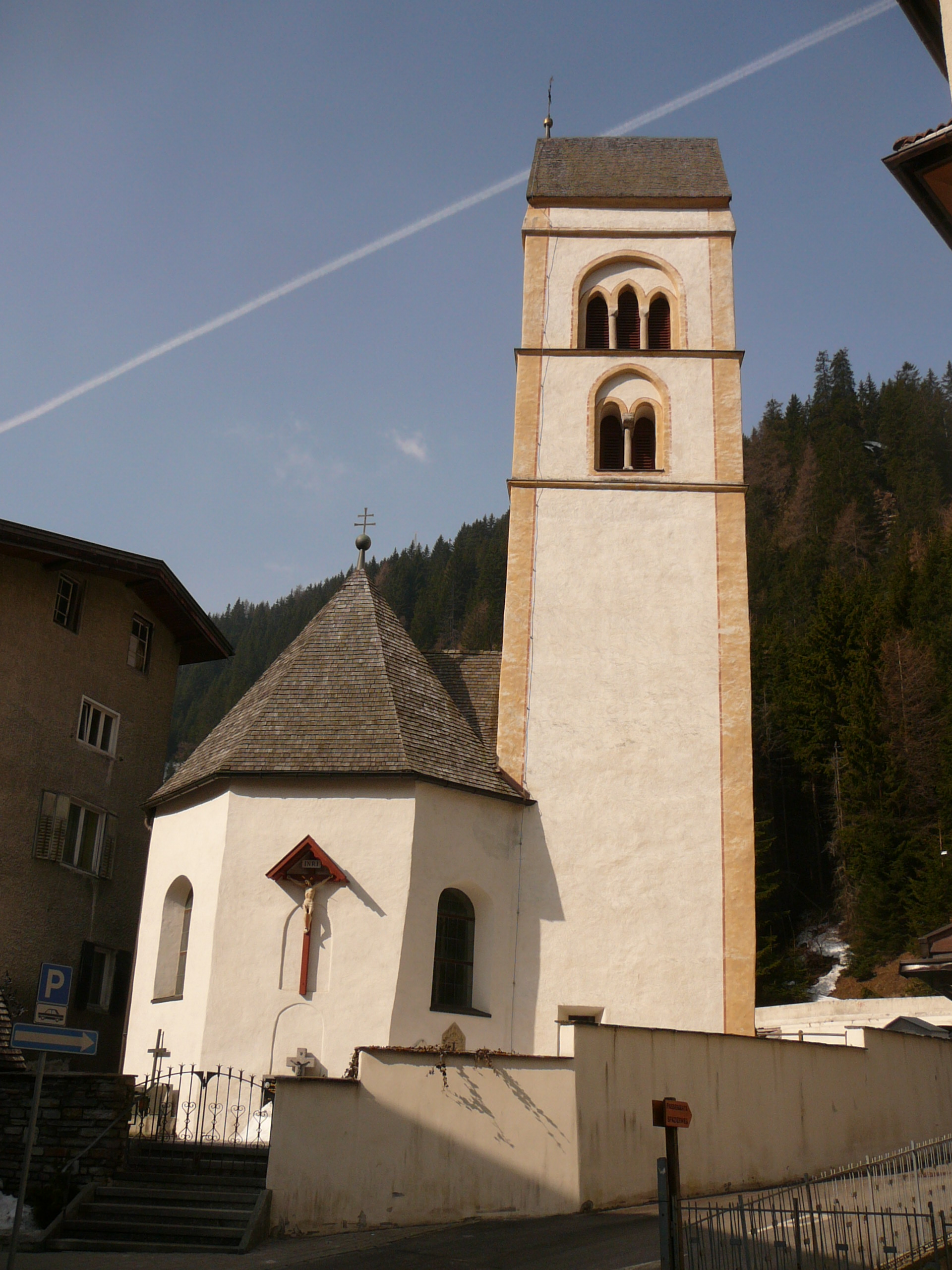
St. Valentin

Der Prenner-Hof, direkt an der Wasserscheide gelegen, wurde rasch zu einem bedeutenden Wegpunkt bei der Überquerung der Passfurche und gelangte für einige Zeit in den Besitz der Tiroler Landesfürsten, die ihn noch 1354 verpfändeten. Im Laufe der Zeit wurde aus dem Hof, der auch eine Gastwirtschaft betrieb, der bis ins 20. Jahrhundert bestehende Gasthof Post. Direkt neben dem Hof wurde, möglicherweise an der Stelle einer älteren Kapelle, die Kirche zum Hl. Valentin erbaut, die sich heute mit einem romanischen Turm und einem im 15. Jahrhundert im gotischen Stil erbauten Kirchenschiff präsentiert. Innerhalb Tirols gehörte das Passgebiet zum Landgericht Sterzing bzw. Straßberg, das am Brennersee ans Landgericht Steinach grenzte. 1710 wurde Brenner zur Kuratie erhoben. Diese bestand nach einer Beschreibung aus dem Jahr 1834 aus vier Weilern, nämlich (von Nord nach Süd) Venn, Kerschbaum, St. Valentin und Wolfen, sowie einer kleineren Zahl an Einzelhöfen. Sie hatte laut Zählungen der Diözese Brixen im Jahr 1800 exakt 204 Einwohner, im Jahr 1900 exakt 225. 1838 erfolgte die Gründung der Gemeinde Brenner, die die Ortsteile Venn, Brenner, Wolfen, Brennerbad, Kreith, Pontigl und Giggelberg umfasste, also sich vom Brennersee bis knapp vor Gossensaß erstreckte.

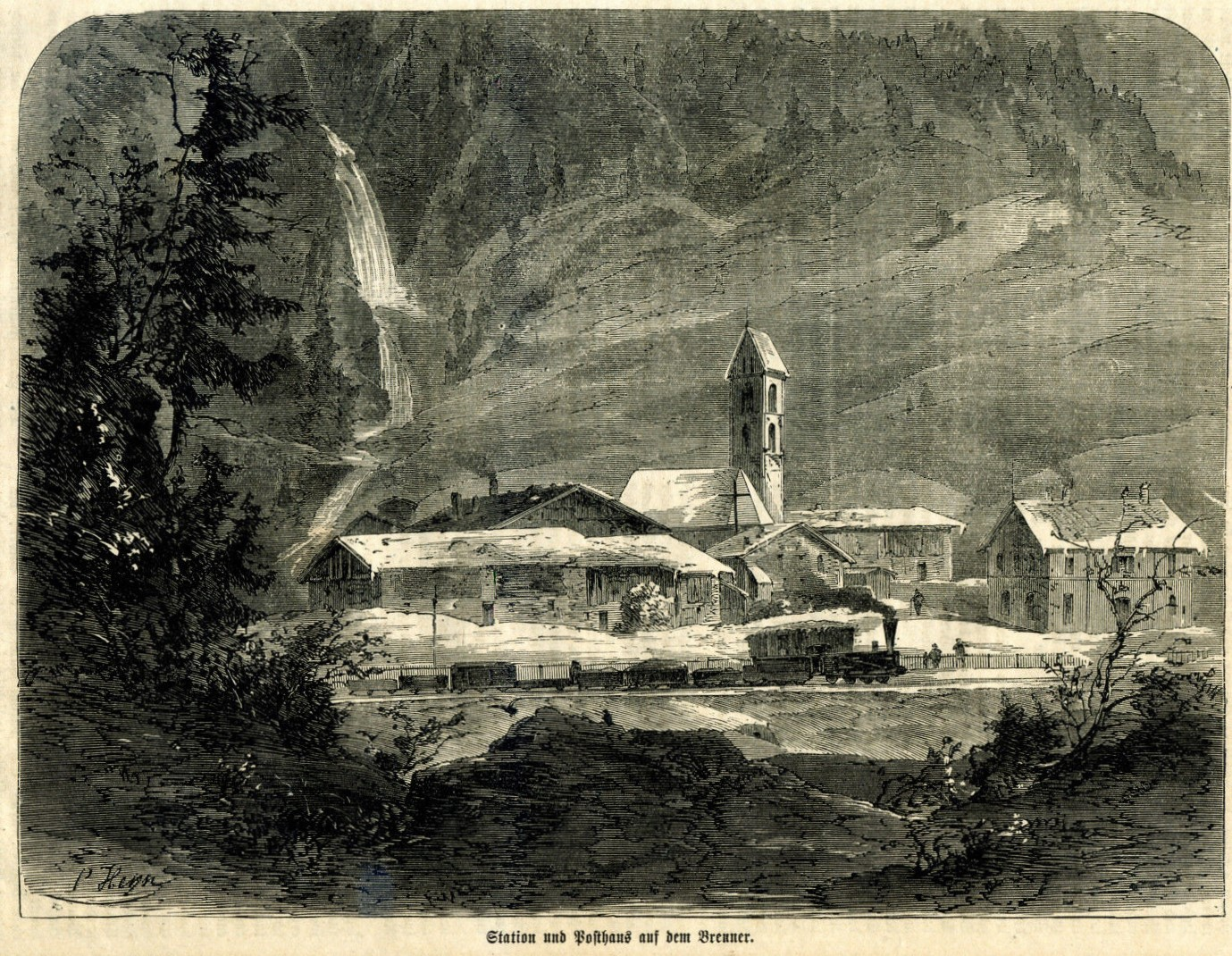
Ortsansicht mit Eisackfall im Jahr 1868

Die im Spätmittelalter entstandene Höfelandschaft blieb bis ins 19. Jahrhundert nahezu unverändert bestehen, als die Erbauung der 1867 eröffneten Brennerbahn mit dem Bahnhof Brenner einen ersten größeren Umbruch einleitete. In der Folge entstanden eine Reihe neuer Gastwirtschaften und Gebäude zur Unterbringung der nun zahlreicher in die Gegend strömenden Touristen.
Wesentlich massivere Auswirkungen hatten aber die Folgen des Ersten Weltkriegs, den das Königreich Italien im Konflikt mit Österreich-Ungarn zu seinen Gunsten entscheiden konnte: Am 10. November 1918 erreichten die ersten italienischen Soldaten den Brennerpass, der in Erfüllung alter Forderungen von Irredentisten als italienische Nordgrenze in Anspruch genommen wurde. Mit dem Inkrafttreten des Vertrags von Saint-Germain 1920 wurde am Brenner dann auch die Staatsgrenze zwischen Österreich und Italien festgesetzt. Die Grenzziehungskommission hielt das Prinzip, den Grenzverlauf in Übereinstimmung mit der Wasserscheide festzulegen, wie andernorts auch hier nicht ein. Italien gelang es, das ganze damalige Bahnhofsareal, das teils auch im Einzugsgebiet der Sill liegt, für sich zu beanspruchen; Österreich erhielt von der alten Gemeinde Brenner nur die Ortsteile Venn und Kerschbaum am Nordrand des Passtals. Am 13. Oktober 1921 besuchten der italienische König Viktor Emanuel III. und seine Frau Elena von Montenegro die neue Nordgrenze, wo sie der Enthüllung des neuen Grenzsteins beiwohnten. 1926 wurden die österreichischen Anteile des Passdorfs der Gemeinde Gries am Brenner zugeschlagen, 1929 das italienische Brenner mit den Gemeinden Gossensaß und Pflersch zur noch heute im selben Umfang bestehenden Gemeinde Brenner fusioniert, deren Gemeindesitz allerdings in Gossensaß angesiedelt ist.

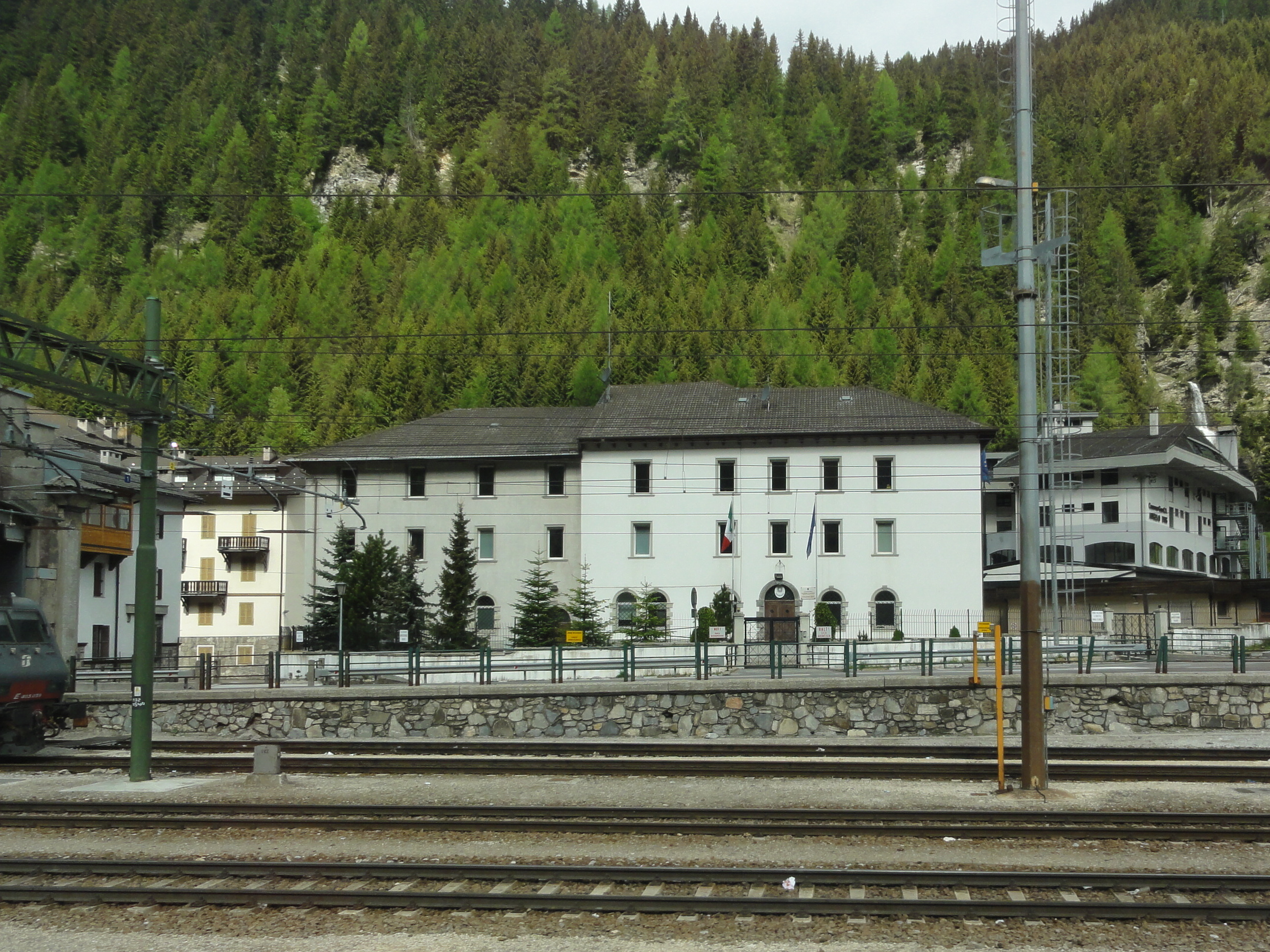
Gebäude der Carabinieri

Als Folge der Grenzziehung durchlebte Brenner eine Transformation wie kein anderes Dorf Tirols. Speziell auf italienischer Seite errichteten Militär- und Zivilbehörden nach und nach zahlreiche Amts- und Wohngebäude, darunter große Kasernen für die Alpini, Carabinieri und Finanzwache sowie Häuser für die zuziehenden Zöllner und Eisenbahner. Der Bahnhof erfuhr einen großflächigen Ausbau, um die neue Funktion eines Grenzbahnhofs wahrnehmen zu können. Durch die allgemein rege Bautätigkeit dehnte sich das alte Ortszentrum aus, sodass der Freiraum zwischen St. Valentin und Kerschbaum, nunmehr durch eine Staatsgrenze voneinander getrennt, im Laufe der Zeit aufgefüllt wurde. Gleichzeitig wurde das einstige deutsch-tirolerische Wipptaler Bergdorf zu einem mehrheitlich italienischsprachigen Grenzort. Die Einwohnerzahl der Pfarrei stieg von 234 im Jahr 1918 auf 1000 im Jahr 1935 an.
Am 18. März und 4. Oktober 1940 sowie am 2. Juni 1941 rückte der Brenner ins Blickfeld der internationalen Öffentlichkeit: Am Bahnhof Brenner trafen sich die beiden Diktatoren Adolf Hitler und Benito Mussolini zu Konsultationen im Kontext des von ihnen entfesselten Zweiten Weltkriegs. Ab 1943 war das Passdorf von deutschen Truppen besetzt. Am 21. März 1945 kam es zu einem heftigen alliierten Bombardement. Anfang Mai erreichten amerikanische Truppen den Brenner.

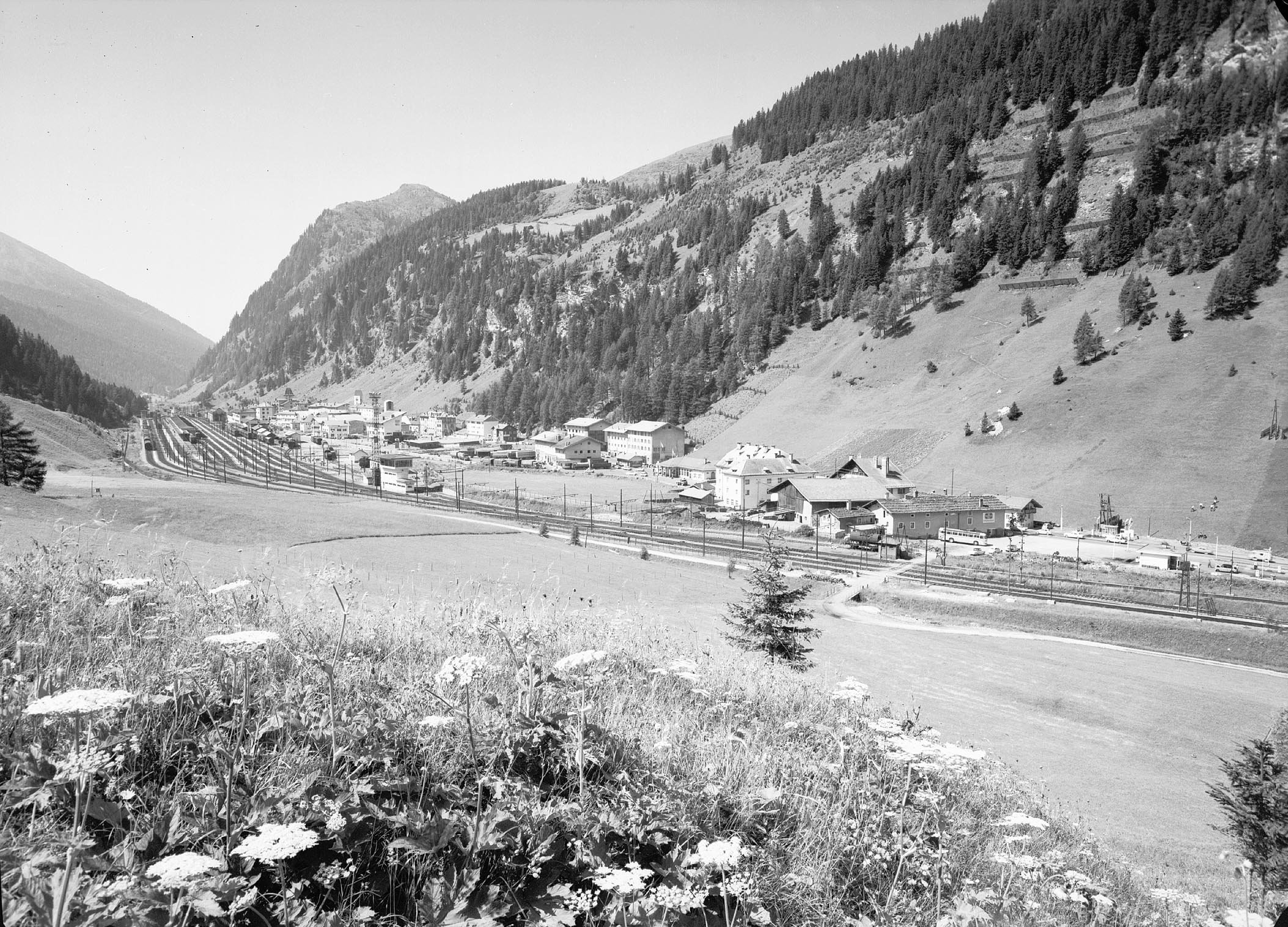
Brenner im Jahr 1962

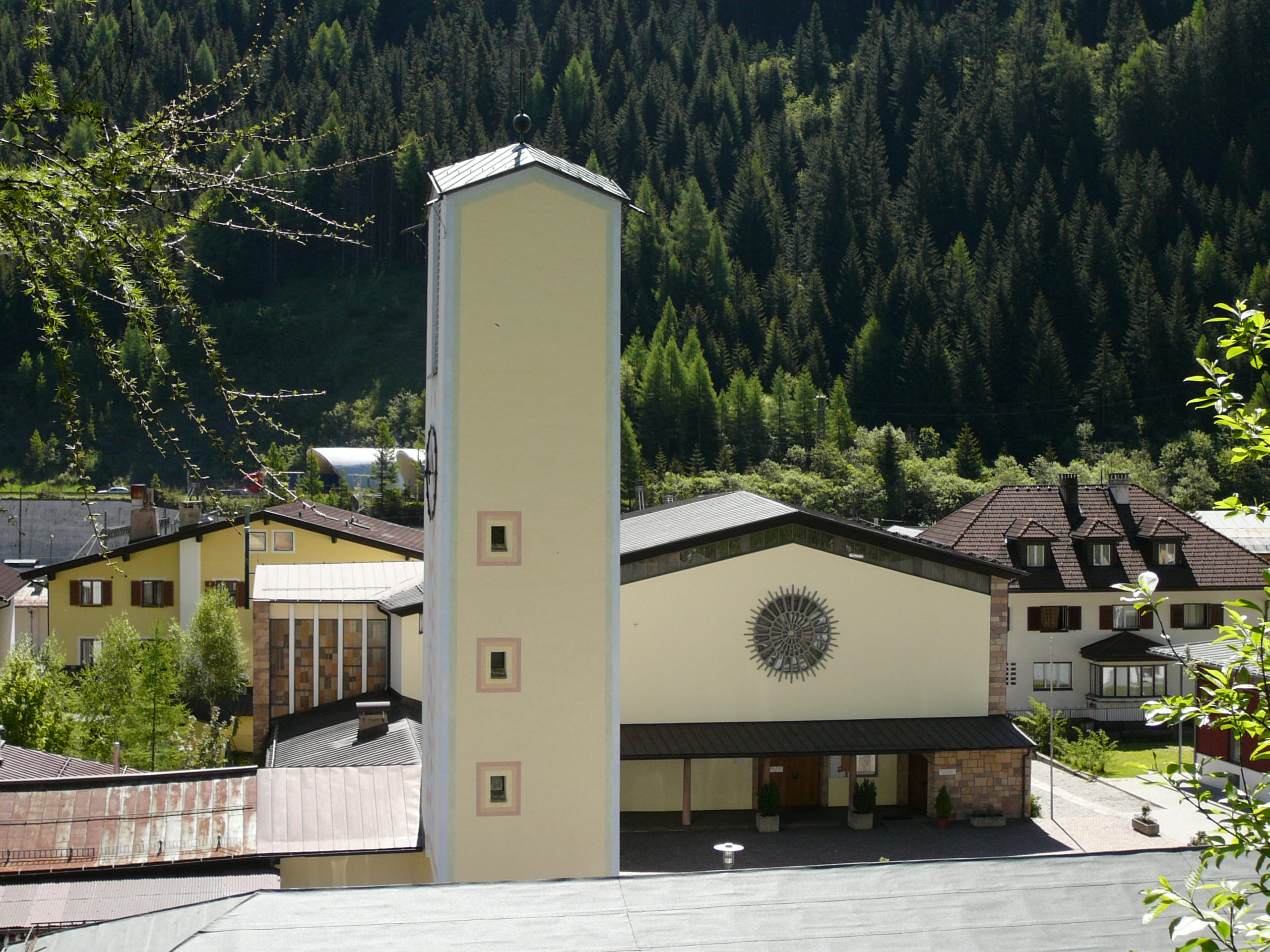
Neue Pfarrkirche Maria am Wege

Nach dem Zweiten Weltkrieg erlebte das Passdorf rasch einen wirtschaftlichen Aufschwung, angetrieben vom 1948 eröffneten (bis 1986 bestehenden) Skigebiet Zirog und insbesondere dem exponentiell angestiegenen Reiseverkehr: 1958 überquerten bereits fast drei Millionen Menschen den Brenner per Auto oder Bahn. Als wichtiger Grenzort beherbergte das Passdorf 1963 nicht weniger als 63 verschiedene italienische und österreichische Ämter.
Die angewachsene Bevölkerung machte den Bau der neuen Kirche Maria am Wege nötig, ein Werk des Bozner Architekten Luis Plattner; der Rohbau wurde 1961 fertiggestellt. 
Um dem stark ansteigenden Autoverkehr gerecht zu werden, wurde 1959 mit dem Bau der Brennerautobahn begonnen. Am 5. April 1971 konnte der Pass erstmals auf der Autobahn, deren Trassierung zur Zerstörung oder Verlegung mehrerer Gebäude (darunter des historischen Wolf-Hofs) führte, überquert werden. Auch sonst hielt die Bautätigkeit im Dorf unvermindert an. Die Ortschaft wurde dank des Grenzverkehrs zu einem attraktiven Ziel von Wanderhändlern. Nach bescheidenen Anfängen in den 1950er Jahren entwickelte sich der am 5. und 20. Tag jedes Monats veranstaltete Brennermarkt zu einem Publikumsmagneten, sodass die Gemeinde um 1970 am Südrand der Ortschaft einen eigenen Marktplatz bauen musste, um all die Stände aufzunehmen. In den 1970ern und 1980ern hatte das Dorf zeitweise mehr als 1600 Einwohner.
Die 1990er Jahre brachten einschneidende Veränderungen auf dem Brenner. Mit dem Ende des Kalten Kriegs und der Beilegung des Südtirol-Konflikts verschwand das militärische Interesse an der italienischen Nordgrenze. Dank dem EU-Beitritt Österreichs 1995 wurden die Zollstationen überflüssig. Durch das Schengener Abkommen fanden auch die systematischen Grenzkontrollen am 1. April 1998 ein Ende, was im Beisein der Innenminister Karl Schlögl und Giorgio Napolitano sowie der Landeshauptleute Wendelin Weingartner und Luis Durnwalder in einem Festakt zelebriert wurde.
All diese Entwicklungen führten zu einem stark reduzierten Flächenbedarf am Grenzort, woraus sich umfangreiche Leerstände ergaben. Gleichzeitig kam es zu einem Wegzug der einst so zahlreichen Staatsbeamten, infolge der stetig zunehmenden Verkehrsbelastung aber auch vieler Einheimischer. 2014 zählte das Passdorf auf italienischer Seite nur noch 269 Einwohner. Der billige Wohnraum führte umgekehrt zu einem Zuzug von Migranten: Nach einer Schätzung aus dem Jahr 2019 stammte die Mehrheit der Bevölkerung des Passdorfs aus Pakistan.
Im Kontext von Versuchen, den Grenzort wieder zu einem attraktiveren Aufenthaltsort für Durchreisende zu machen, stehen die Eröffnung eines Factory-Outlet-Centers im Jahr 2007, das rund 70 Geschäften Platz bietet, und die Errichtung des Plessi-Museums mit integrierter Autobahn-Raststätte im Jahr 2013.
Im Jahr 2021 wurde knapp südlich des Passdorfs ein Umspannwerk mit einem Phasenschiebertransformator für den Zusammenschluss des österreichischen 110-kV- und des italienischen 132-kV-Netzes in Betrieb genommen; dieses vervollständigte eine neue Leitungsverbindung zwischen den Stromnetzen Nord- und Südtirols, nachdem eine solche seit der Feuernacht 1961 nicht mehr bestanden hatte.

## Verkehr
Das Passdorf wird von wichtigen Verkehrsachsen europäischer Bedeutung durchquert. Dem Kraftverkehr dienen die Brennerautobahn (auf italienischer Seite A22, auf österreichischer A 13) und die alte, der Länge nach durchs Ortszentrum führende Brennerstraße (auf italienischer Seite SS 12, auf österreichischer B 182). Im Schienenverkehr erschließt die Brennerbahn das Passdorf durch den Bahnhof Brenner. Auf italienischer Seite nimmt zudem die Radroute 1 südlich des Ortsbereichs ihren Anfang.

## Einrichtungen
Schulen gibt es im Passdorf aufgrund des starken Bevölkerungsrückgangs seit einigen Jahren nicht mehr. Der Dorfbevölkerung steht das Gemeinschaftsgebäude Prenner-Haus zur Verfügung.